# The Operator
The Operator ist ein Indie-Spiel aus Frankreich, das von Bureau 81 entwickelt und veröffentlicht wurde. Es ist am 22. Juli 2024 erschienen.

## Handlung
Der Spieler übernimmt die Rolle von Evan Tanner, eines Ermittlers beim fiktiven US-amerikanischen Federal Department of Investigation (FDI), der am 6. März 1992 seinen ersten Arbeitstag hat. Er ist dafür zuständig, von der FDI-Zentrale aus Ermittler im Außendienst zu unterstützen, als sein Computer von einem geheimnisvollen Kriminellen namens HAL gehackt wird, der eine angebliche Verschwörung aufdecken möchte.

## Spielprinzip
Das gesamte Geschehen findet auf dem Computerbildschirm des Protagonisten statt: Der Spieler durchforstet Dateien, untersucht Hinweise und löst Logikrätsel. Zu den Werkzeugen gehören das Analysieren von Videoaufnahmen und Bildern, um Hinweise wie Nummernschilder oder Gesichter von Verdächtigen zu entdecken. Kurze Zwischensequenzen zeigen Tanner beispielsweise beim Füttern seiner Katze zu Hause oder beim Umhergehen im Gebäude.
Die Handlung umfasst vier Arbeitstage. Es dauert etwa drei bis vier Stunden, um das Spiel durchzuspielen.

## Veröffentlichung
The Operator erschien am 22. Juli 2024. Das Spiel wurde von einem einzelnen Entwickler, Bastien Giafferi, geschaffen, der zuvor als Programmierer bei DigixArt an Road 96 gearbeitet hatte, bevor er sich selbstständig machte. Inspiriert wurde er unter anderem von der Fernsehserie Akte X – Die unheimlichen Fälle des FBI, wobei er sich fragte, welche Agenten im Hintergrund arbeiten, die nie in Erscheinung treten, deren Recherchen aber entscheidend für die Protagonisten sind. Weitere Einflüsse waren Parasite Eve II für die Atmosphäre sowie Her Story und Telling Lies für die Erzählweise. Die Musik zum Spiel stammt von Spinozarre (Alexandre Guérin).

## Rezeption
In der Ausgabe 09/2025 bewertete die Zeitschrift LinuxUser das Spiel insgesamt positiv. Hervorgehoben wurden die an die 1990er-Jahre erinnernde Röhrenmonitor-Optik sowie die stimmungsvolle musikalische Untermalung. Die Handlung bleibe bis zum Ende spannend, und die Rätsel böten eine angemessene Herausforderung innerhalb der vorgegebenen Geschichte.

## Auszeichnungen
Bei der Pégases, einer jährlichen französischen Auszeichnung des Syndicat national du jeu vidéo für Videospiele und Persönlichkeiten aus der Videospielbranche, wurde das Spiel im Jahr 2025 in drei Kategorien nominiert und erhielt eine Auszeichnung für erzählerische Exzellenz.